# Amphicynodon
Amphicynodon es un género extinto de osos tempranos,[cita requerida] endémico de Europa y Asia durante el Oligoceno. Que vivió a partir de ~ 33,9 a 28,4 Ma, existente durante aproximadamente 6 millones de años. Era un pequeño miembro basal de la familia de los osos, similar en tamaño a los primeros mustélidos.[cita requerida]

## Distribución de fósiles
Algunos sitios:
- Ulaan Khongil, Mongolia
- Sitio de Ronzon, Auvernia Francia[1]